# Pieter-Hubertus Anneessens
Pieter-Hubertus Anneessens (Londerzeel, 3 november 1810 – Ninove, 14 februari 1888) was een lid van de Belgische familie van orgelbouwers Anneessens. Hij is de stamvader van een orgelbouwersfamilie, die vier generaties actief is geweest.

## Levensloop
Vermoedelijk leerde hij het orgelbouwersvak bij de Brusselse orgelmaker Johannes Stephanus Smets.) Op twintigjarige leeftijd vestigde hij zich als zelfstandig orgelbouwer in Pamel-Ledeberg.  Enkele jaren later richtte Anneessens een bedrijf op te Ninove.
Anneessens huwde met Maria Theresia de Weys (1805-1877) en ging in Ninove wonen. Samen hadden ze vijf kinderen. Zijn zoon Charles Anneessens werd op 1 maart 1835 te Ninove geboren. Hij trad in het voetspoor van zijn vader en werd eveneens orgelbouwer.
Na het overlijden van zijn vrouw in 1877 verloor Pieter-Hubertus zijn levensvreugd en zou hij vanaf 1880 alleen nog enig herstelwerk aan orgels verrichten.

## Bekende orgels
Een selectie van enkele van zijn bekende orgels:
- 1834: orgel in de kerk in Neigem
- 1845: orgel in de kerk in Groot-Bijgaarden, orgel vernield door een bombardement in 1945
- 1846: orgel in de kerk van Erondegem
- 1847: orgel in de kerk van Okegem
- 1855: orgel in de kerk van Eizeringen
- 1861: orgel in de Sint-Jan-de-Doperkerk (église Saint-Jean-Baptiste) in Nethen
- 1869: orgel in de Sint-Genesiuskerk van Sint-Genesius-Rode